# Milan Grol
Milan Grol (Belgrado, Principado de Serbia, 12 de septiembre de 1876-ibídem, República Federativa Socialista de Yugoslavia, 3 de diciembre de 1952) fue un crítico literario, historiador y político serbio. 

## Biografía
Nació en Belgrado el 12 de septiembre de 1876 y completó sus estudios en la Facultad de Filosofía de la universidad de esa ciudad en 1899. Después, ejerció como profesor de una escuela secundaria durante un año. Tras esto, se trasladó a París, donde estudió literatura, teatro y arte por un periodo de dos años. En 1902 regresó a Serbia y encontró trabajo como profesor en el Teatro Nacional de Belgrado. Codo a codo con escritores de la talla de Jovan Skerlić, Radoje Domanović y Stevan M. Luković, Grol escribió muchos artículos críticos con el rey Alejandro I para periódicos como Dnevni list o Odjek. En abril de 1903, los trasladaron a Negotin por su oposición a la casa de Obrenović. Regresó, sin embargo, el 29 de mayo de 1903, tras el asesinato del rey, que supuso el fin de esta dinastía y la restauración en el trono de la de Karađorđević. 
Grol se identificaba políticamente con un grupo de izquierdistas demócratas liderado por Ljubomir Živković, Ljubomir Stojanović y Jaša Prodanović. Este movimiento se disgregó del Partido Popular Radical para dar lugar más tarde al Partido Radical Independiente. Pasado 1903, continuó trabajando con Skerlić, primero como periodista y, entre 1905 y 1909, como editor de Dnevni list, que representaba los ideales izquierdistas de este segundo partido político. Asimismo, Grol comenzó a trabajar como dramaturgo del Teatro Nacional en 1906. Fungió como docente durante tres años más, antes de convertirse en el director en 1909. Entre 1912 y 1914, fue editor jefe del Odjek. Se unió al comité principal del Partido Radical Independiente en 1913.
Ocupó el cargo de director hasta el estallido de la Primera Guerra Mundial, en el verano de 1914. Esta le obligó a instalarse en Ginebra, desde donde dirigió la Oficina de Prensa serbia entre 1915 y 1918. Tras la contienda, fundó junto con el político Ljubomir Davidović la Asociación Democrática, que se convertiría después en el Partido Democrático. En 1918 fue designado director del Teatro Nacional de nuevo, posición que ocupó hasta 1924. Entretanto, en 1922, fundó junto con Kosta Jovanović la publicación Nedeljni glasnik, en la que llamaba a una reforma constitucional, una mengua del centralismo y más entendimiento político entre Croacia y Serbia. Tras el estallido de la crisis política en el seno del Partido Democrático, Grol volvió a editar el Odjek y, al dejar Svetozar Pribićević el partido, rompió con Davidović. Grol fue elegido para formar parte del Parlamento del Reino de los Serbios, Croatas y Eslovenos en dos ocasiones, en 1925 y 1927. Formaba parte de la coalición yugoslava que detentaba el poder, consistente en demócratas, radicales y el Partido Popular esloveno. Fungió como ministro de Educación hasta 1929, cuando se reencontró con Davidović y se unión a la oposición. En 1929 pasó a formar parte del Comité de la Fundación Kolarčeve. Volvió al trabajo en el Odjek en 1936. Tras el fallecimiento de Davidović en 1940, asumió la presidencia del Partido Democrático. En marzo de 1941 se adhirió al Gobierno de Dušan Simović y, un mes después, marchó al exilio tras la invasión de Yugoslavia por parte de las potencias del Eje.
Desde Londres, ocupó varios puestos del gobierno en el exilio durante la Segunda Guerra Mundial: fue ministro de Bienestar Social y Salud Pública entre el 27 de marzo y enero de 1942; de Transporte entre el 10 de enero de 1942 y el 26 de junio de 1943, y de Asuntos Exteriores entre el 26 de junio y el 10 de agosto de 1943.
En los primeros meses de 1944, políticos serbios del gobierno en el exilio trataron de convencer al rey Pedro para que designara a Grol como sustituto de Božidar Purić en el cargo de primer ministro, pero la presión británica devino en el nombramiento de un no serbio, Ivan Šubašić, que estaría deseoso de retirar a Draža Mihailović el cargo de ministro de Ejército, Marina y Fuerza Aérea. Los británicos ya habían dejado claro que ningún político serbio lo remplazaría. En febrero de 1945, antes del regreso del gobierno en el exilio a Yugoslavia, el rey Pedro designó a Grol miembro de la regencia que se iba a formar en el marco de los acuerdos entre Tito y Šubašić. Sin embargo, Tito aseguró que no aceptaría a Grol en la regencia, por lo que este no fue designado al final. Con el regreso del gobierno en el exilio a Yugoslavia en marzo de 1945 y su fusión con el gobierno partisano interino, Grol se convirtió en vice primer ministro sin cartera dentro del gobierno unificado encabezado por Tito. El 18 de agosto de 1945, Grol dimitió, puesto que los comunistas no respetaron las condiciones que se habían acordado con el gobierno en el exilio cuando se estableció el gabinete unificado.
Grol trató de relanzar la revista del Partido Democrático de antes de la guerra, titulada Demokratija, pero los partisanos se lo impidieron. En noviembre de 1945 se le sometió a arresto domiciliario y se retiró de la vida pública tras la llegada al poder de los comunistas. Testificó en el juicio de Draža Mihailović.
Falleció el 3 de diciembre de 1952 en su Belgrado natal.

## Obras
- Pozorišne kritike, Belgrado, 1931.
- Iz predratne Srbije, Belgrado, 1939.
- Iz pozorišta predratne Srbije, Belgrado, 1952.

| Predecesor: Ljubomir Davidović | Líder del Partido Democrático de Yugoslavia 1940-1945 | Sucesor: Partido disuelto   |
| Predecesor: -                  | Ministro de Educación yugoslavo 1928-1929             | Sucesor: Božidar Purić      |
| Predecesor: Slobodan Jovanović | Ministro de Asuntos Exteriores yugoslavo 1943         | Sucesor: Božidar Maksimović |

### Citas
1. 1 2  Topham, 1995, p. 381.
2. ↑  Tomasevich, 1975, p. 310.
3. ↑  Roberts, 1973, pp. 312-316.
4. ↑  Roberts, 1973, p. 317.
5. ↑  Tomasevich, 2001, p. 232.
6. ↑  «Captives Sold, Tribunal Sold». Pittsburgh Post-Gazette. 25 de junio de 1946.